# Arthur Batut

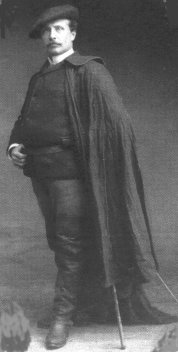
Arthur Batut, Selbstporträt

Arthur Batut (* 9. Februar 1846 in Castres; † 19. Januar 1918 in Labruguière) war ein französischer Fotograf und Pionier der Luftbildfotografie.

## Leben

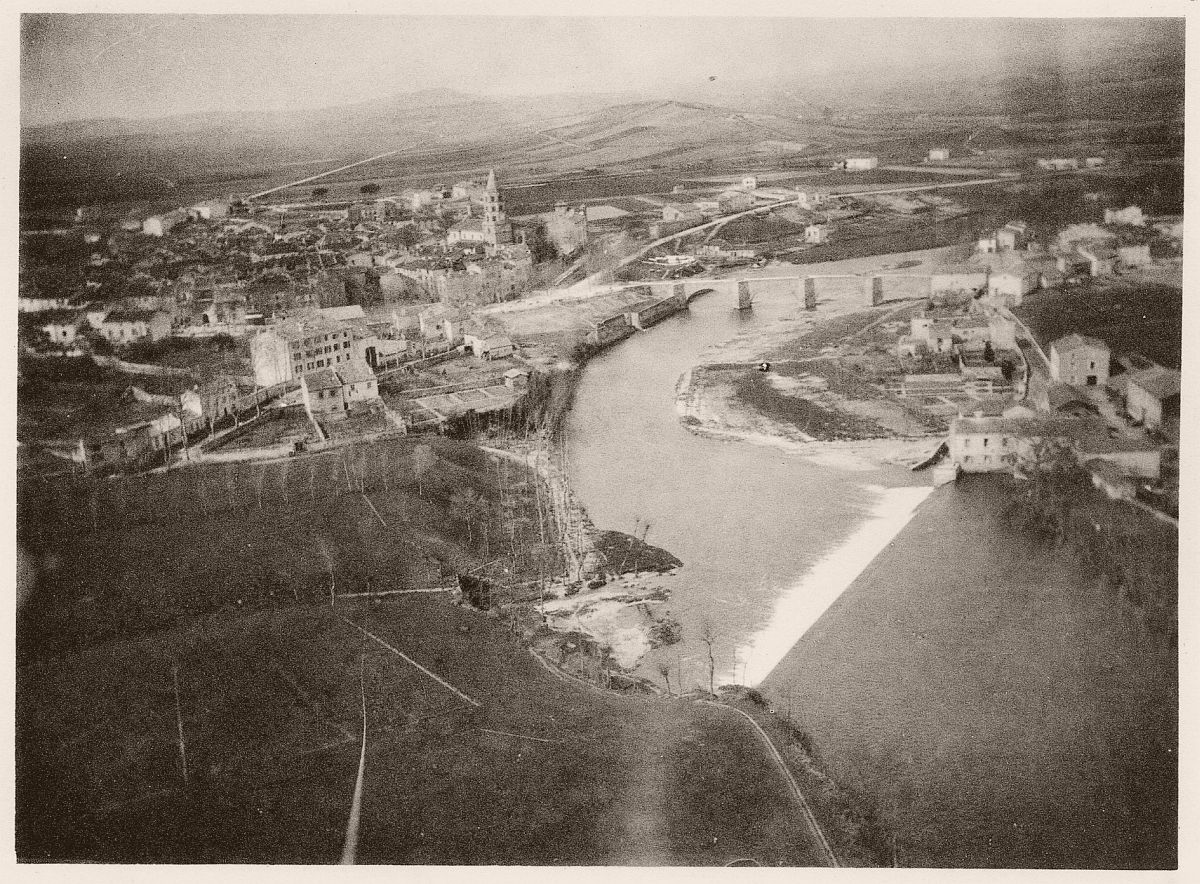
Labruguière, 1889

Batut interessierte sich für Geschichte, Archäologie und Fotografie. Sein 1890 erschienenes Buch über Kite Aerial Photography enthielt seine 1889 mit Hilfe eines Drachens gemachte Luftaufnahme von Labruguière, dem Ort, wo er den größten Teil seines Lebens verbrachte. Vermutlich war er 1887 oder 1888 der erste, der Luftbildfotos mit dieser Methode herstellen konnte.
Zu der Zeit hatte die Luftbildfotografie mit Drachen Potential in der Luftaufklärung, aber auch für die Landwirtschaft und die Archäologie. Die ersten Luftbilder waren 1858 Nadar vom Ballon aus gelungen. Die Benutzung unbemannter Flugdrachen versprach Vorteile insbesondere für die militärische Anwendung.
Von Francis Galton inspiriert, stellte Batut auch durch Mehrfachbelichtung aus einzelnen Porträtaufnahmen zusammengesetzte Typenporträts her.

## Werke
- Batut, Arthur (1887): La photographie appliquée à la production du type d'une famille, d'une tribu ou d'une race, Paris.
- Batut, Arthur (1890): La photographie aérienne par cerf-volant (PDF; 1,7 MB), Paris.